# سان تروبيه
سان تروبيه (بالفرنسية: Saint-Tropez)‏ هي بلدية فرنسية في فرنسا تقع في إقليم فار في منطقة منطقة إقليم ألب كوت دازور، عاصمة لكانتون سان-تروبيه (canton de Saint-Tropez).

## المناخ
يظهر الجدول التالي التغييرات المناخية على مدار السنة لسان تروبيه:
| البيانات المناخية لـسان تروبيه                              | البيانات المناخية لـسان تروبيه | البيانات المناخية لـسان تروبيه | البيانات المناخية لـسان تروبيه | البيانات المناخية لـسان تروبيه | البيانات المناخية لـسان تروبيه | البيانات المناخية لـسان تروبيه | البيانات المناخية لـسان تروبيه | البيانات المناخية لـسان تروبيه | البيانات المناخية لـسان تروبيه | البيانات المناخية لـسان تروبيه | البيانات المناخية لـسان تروبيه | البيانات المناخية لـسان تروبيه | البيانات المناخية لـسان تروبيه |
| الشهر                                                       | يناير                          | فبراير                         | مارس                           | أبريل                          | مايو                           | يونيو                          | يوليو                          | أغسطس                          | سبتمبر                         | أكتوبر                         | نوفمبر                         | ديسمبر                         | المعدل السنوي                  |
| ----------------------------------------------------------- | ------------------------------ | ------------------------------ | ------------------------------ | ------------------------------ | ------------------------------ | ------------------------------ | ------------------------------ | ------------------------------ | ------------------------------ | ------------------------------ | ------------------------------ | ------------------------------ | ------------------------------ |
| متوسط درجة الحرارة الكبرى °م (°ف)                           | 12.1 (53.8)                    | 12.6 (54.7)                    | 14.3 (57.7)                    | 16.5 (61.7)                    | 19.7 (67.5)                    | 23.4 (74.1)                    | 27 (81)                        | 27.3 (81.1)                    | 24.3 (75.7)                    | 20.2 (68.4)                    | 15.6 (60.1)                    | 13 (55)                        | 18.8 (65.8)                    |
| المتوسط اليومي °م (°ف)                                      | 9.3 (48.7)                     | 9.6 (49.3)                     | 11 (52)                        | 13.2 (55.8)                    | 16.3 (61.3)                    | 20 (68)                        | 23.3 (73.9)                    | 23.4 (74.1)                    | 20.8 (69.4)                    | 17.1 (62.8)                    | 12.8 (55.0)                    | 10.3 (50.5)                    | 15.6 (60.1)                    |
| متوسط درجة الحرارة الصغرى °م (°ف)                           | 6.5 (43.7)                     | 6.6 (43.9)                     | 7.8 (46.0)                     | 9.8 (49.6)                     | 13 (55)                        | 16.5 (61.7)                    | 19.5 (67.1)                    | 17.3 (63.1)                    | 14.1 (57.4)                    | 9.9 (49.8)                     | 7.5 (45.5)                     | 6 (43)                         | 12.3 (54.1)                    |
| الهطول مم (إنش)                                             | 82.4 (3.24)                    | 82.8 (3.26)                    | 64.7 (2.55)                    | 53.2 (2.09)                    | 40.1 (1.58)                    | 25.7 (1.01)                    | 15.5 (0.61)                    | 27.8 (1.09)                    | 57.0 (2.24)                    | 104.9 (4.13)                   | 85.7 (3.37)                    | 72.2 (2.84)                    | 711.8 (28.02)                  |
| ساعات سطوع الشمس الشهرية                                    | 147.8                          | 148.9                          | 203.2                          | 252.1                          | 234.9                          | 280.6                          | 310.3                          | 355.5                          | 319.5                          | 247.0                          | 201.5                          | 145.5                          | 2٬748٫1                        |
| المصدر: Climatologie mensuelle à la station de Cap Camarat. |                                |                                |                                |                                |                                |                                |                                |                                |                                |                                |                                |                                |                                |

## توأمة
لسان تروبيه اتفاقيات توأمة مع كل من:
- كيودجا
- بيرجو
- ريو دي جانيرو

## معرض الصور

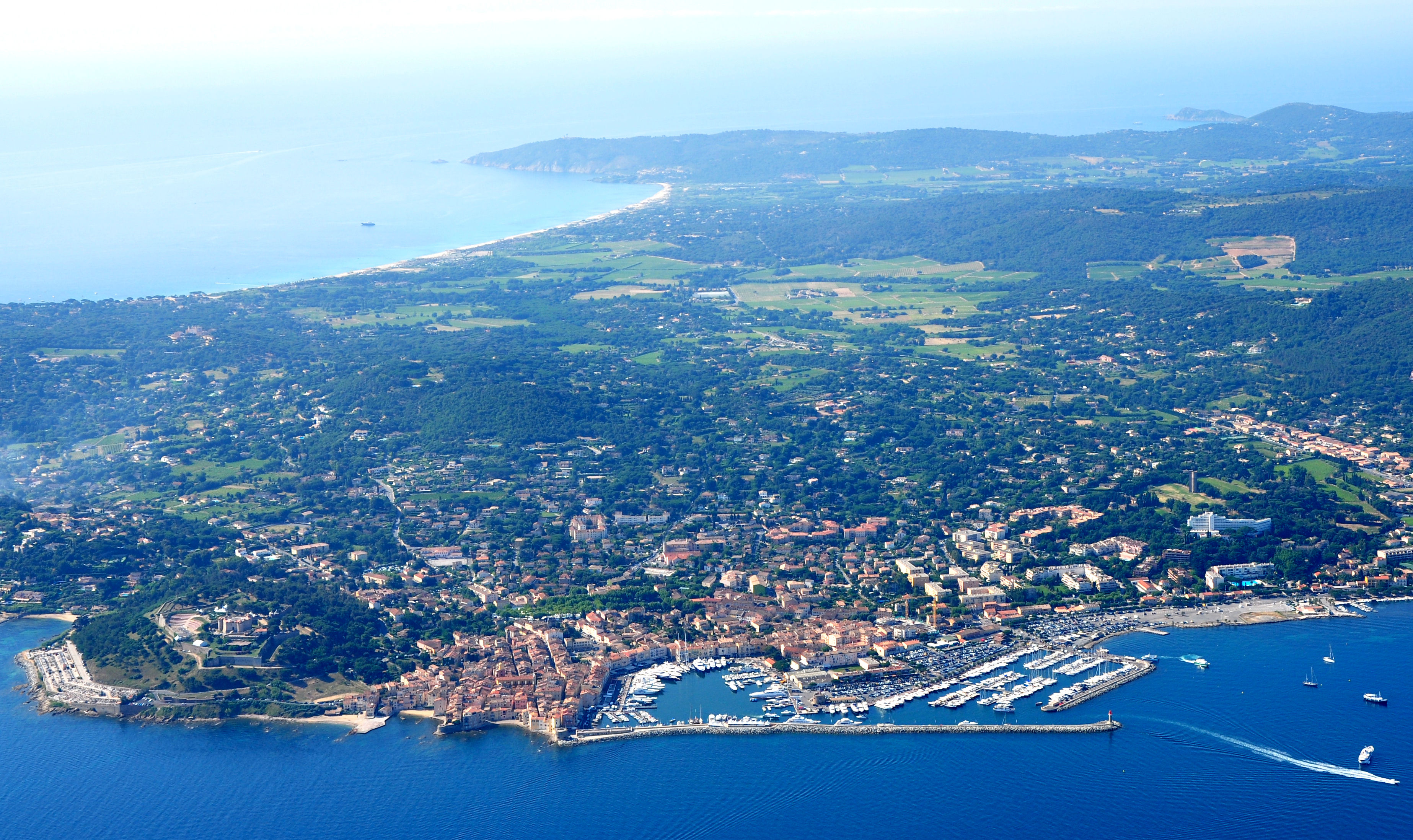
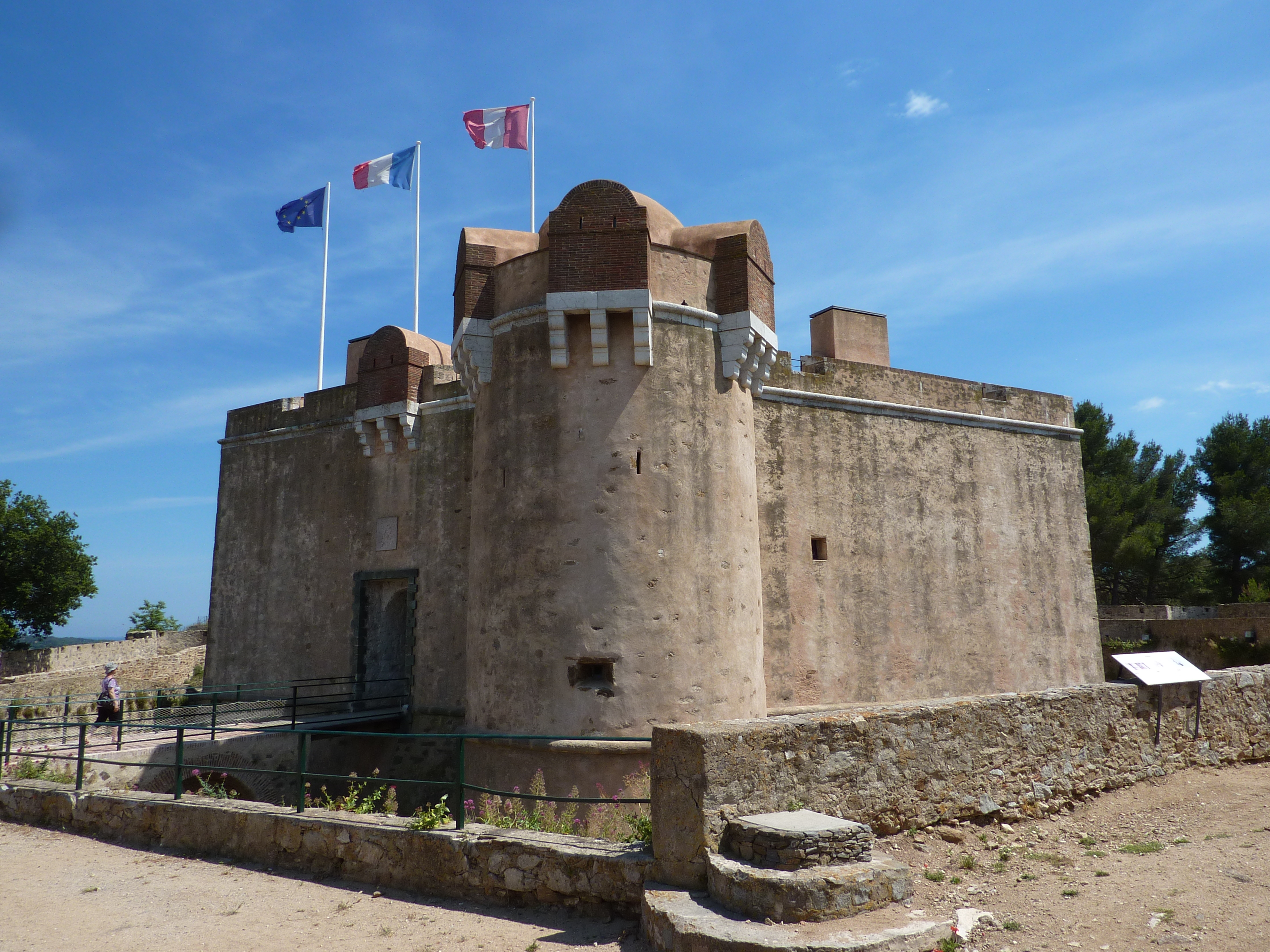
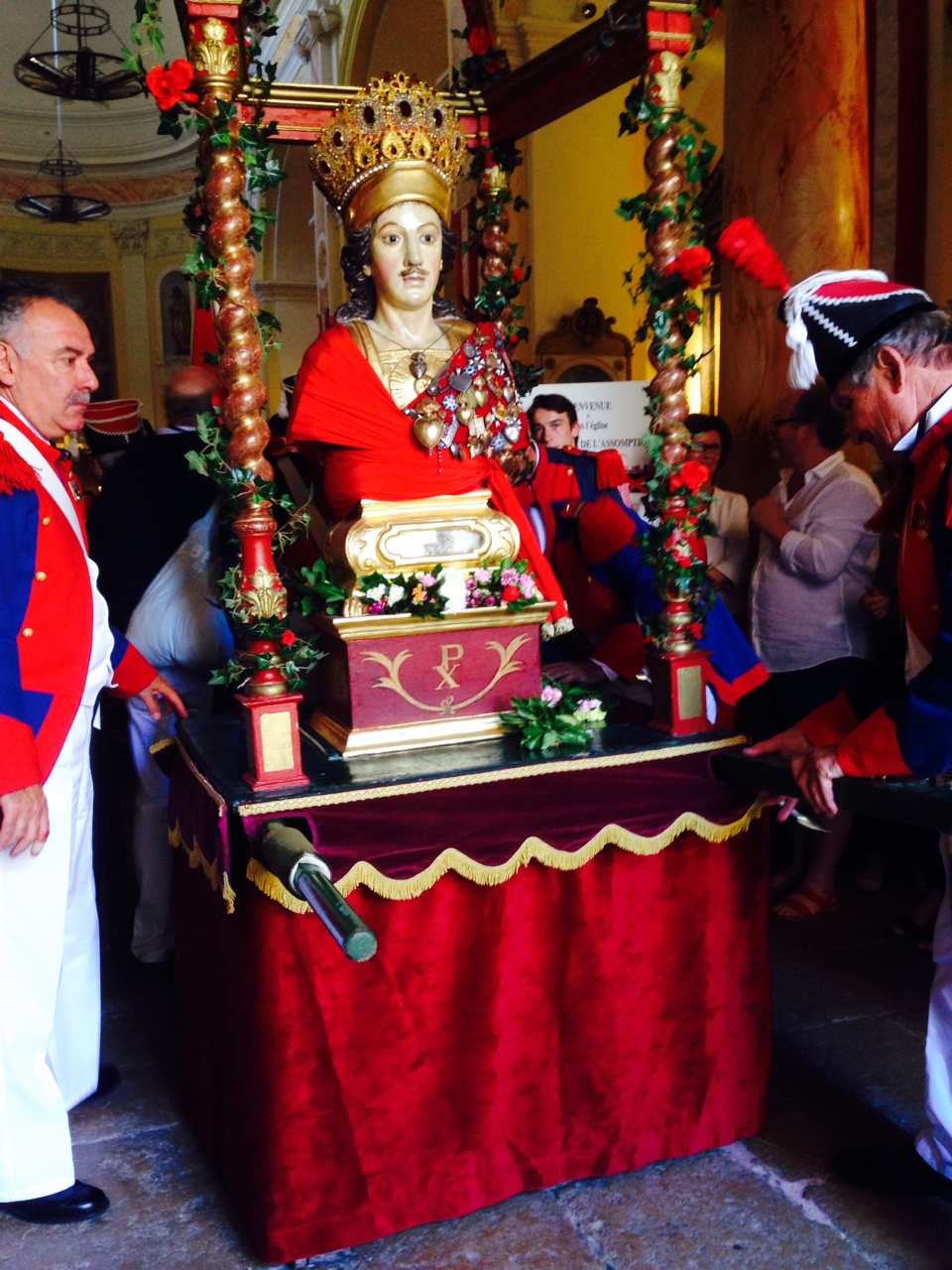
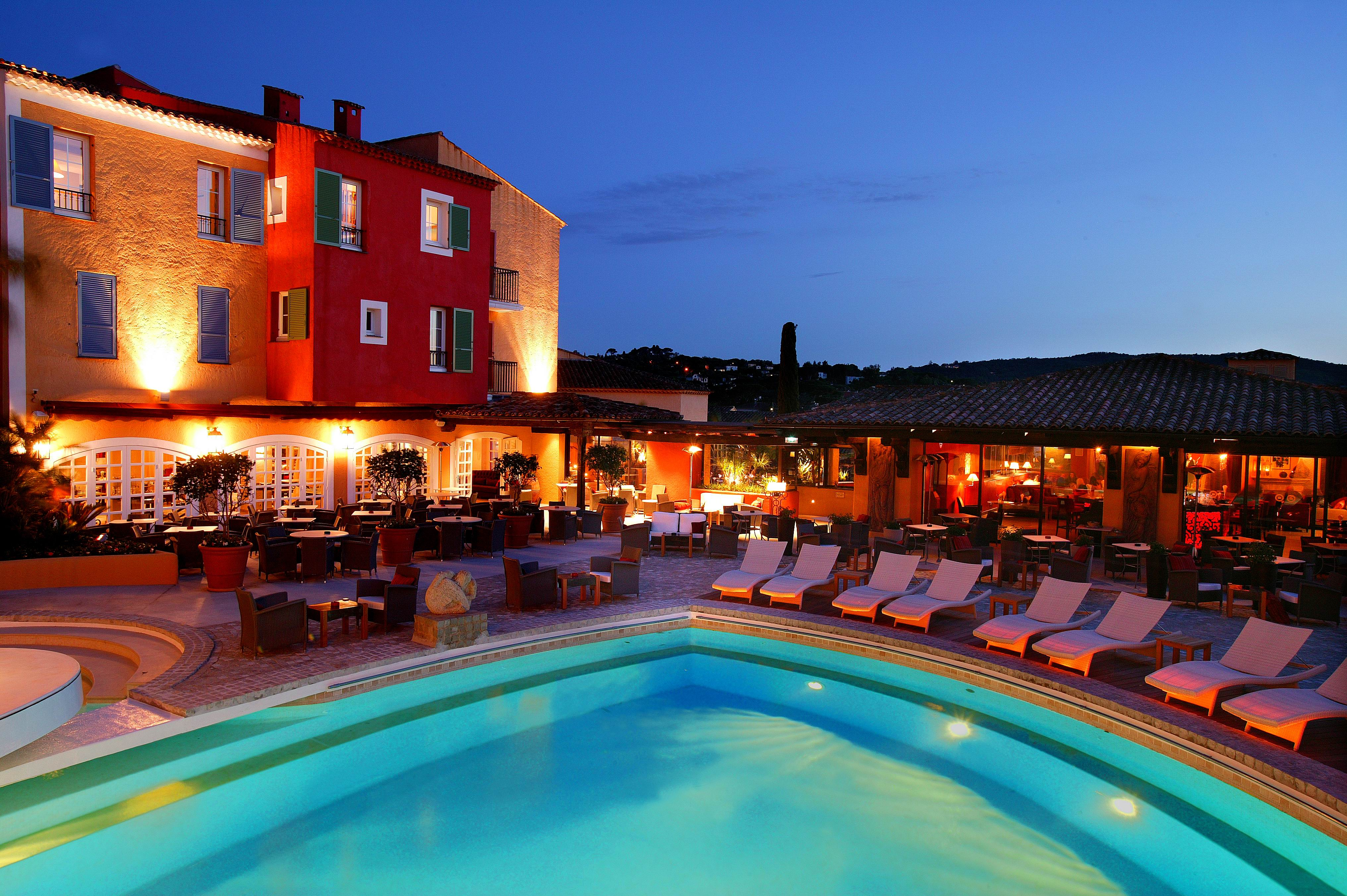
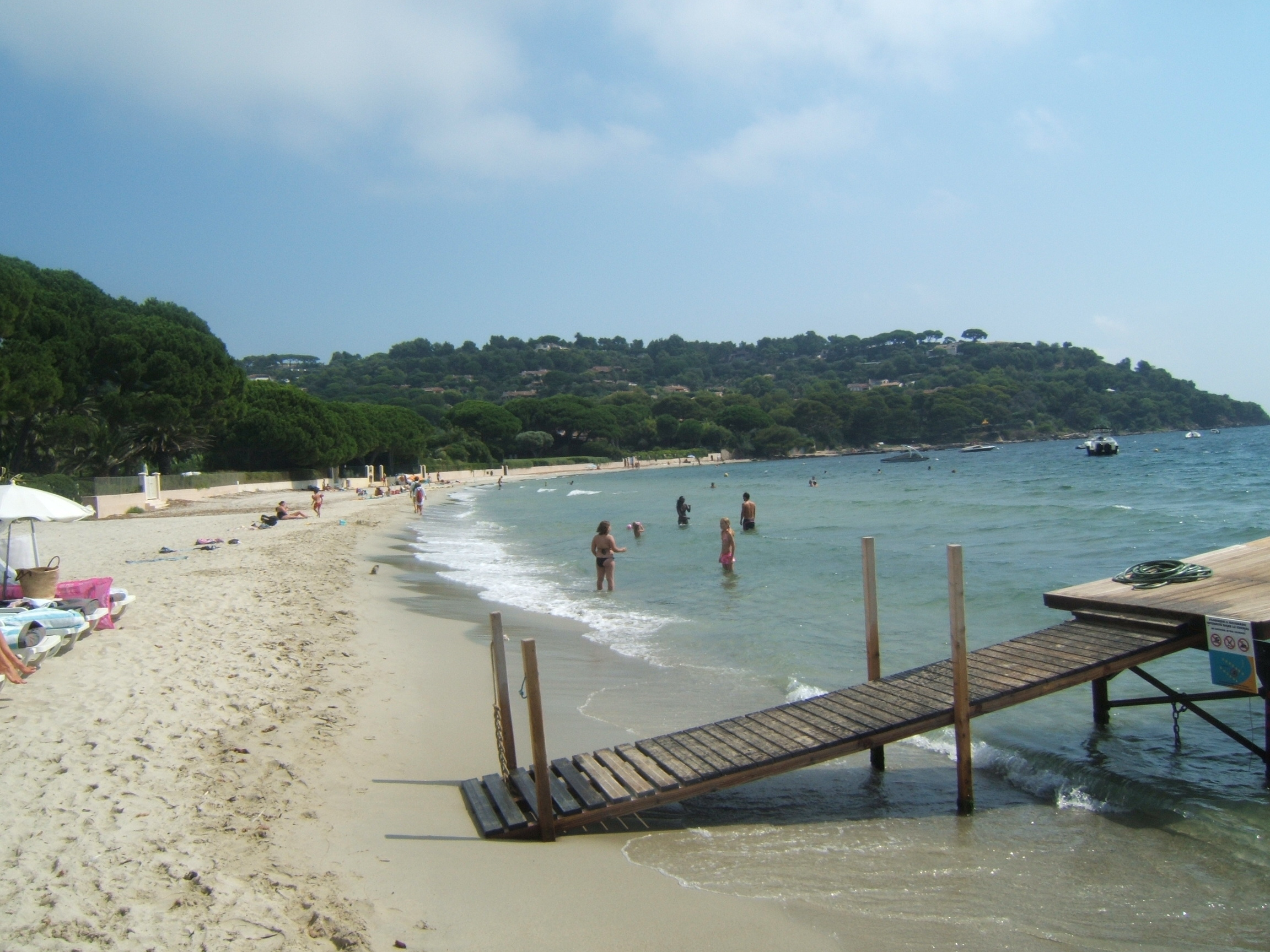
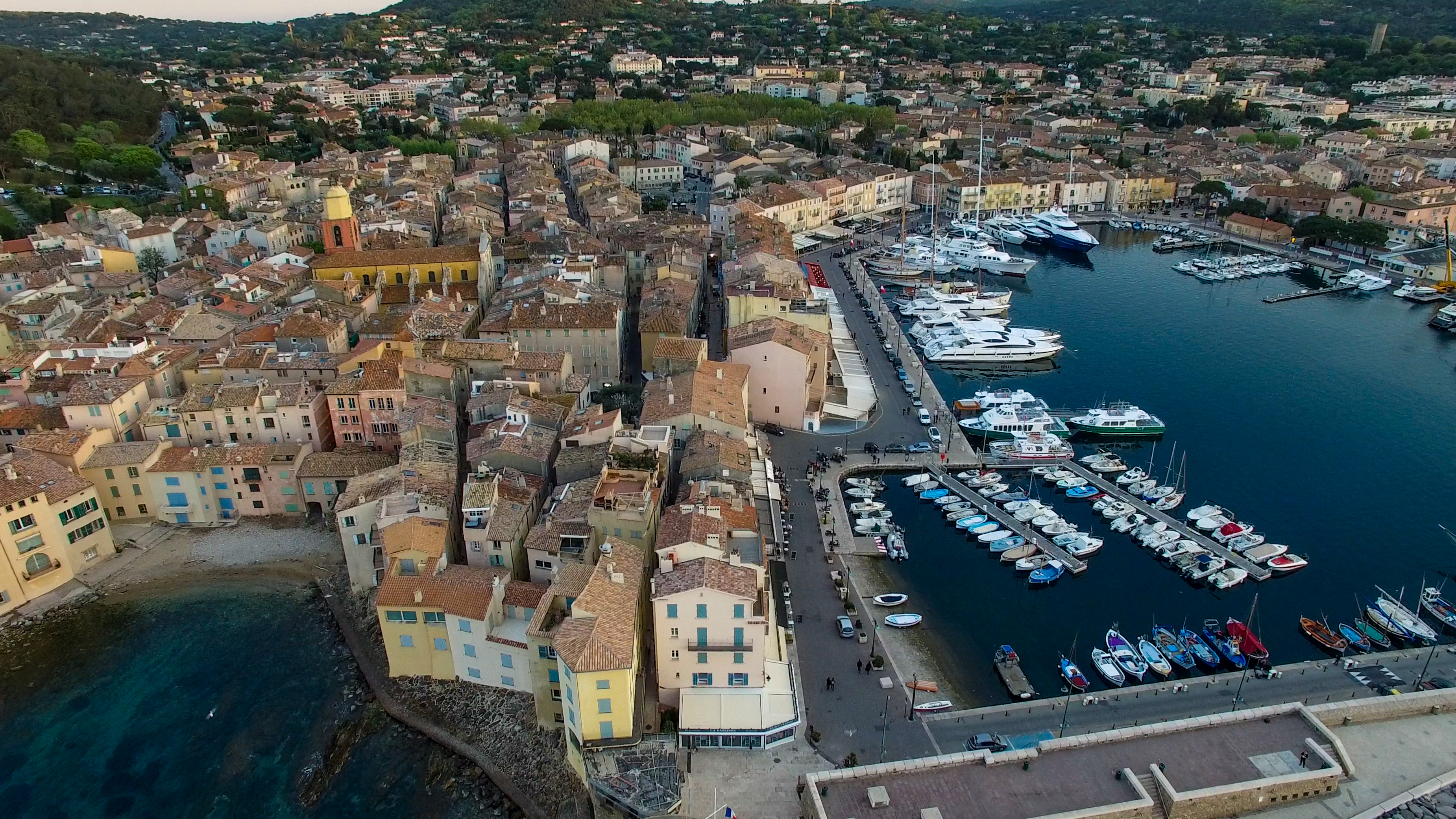
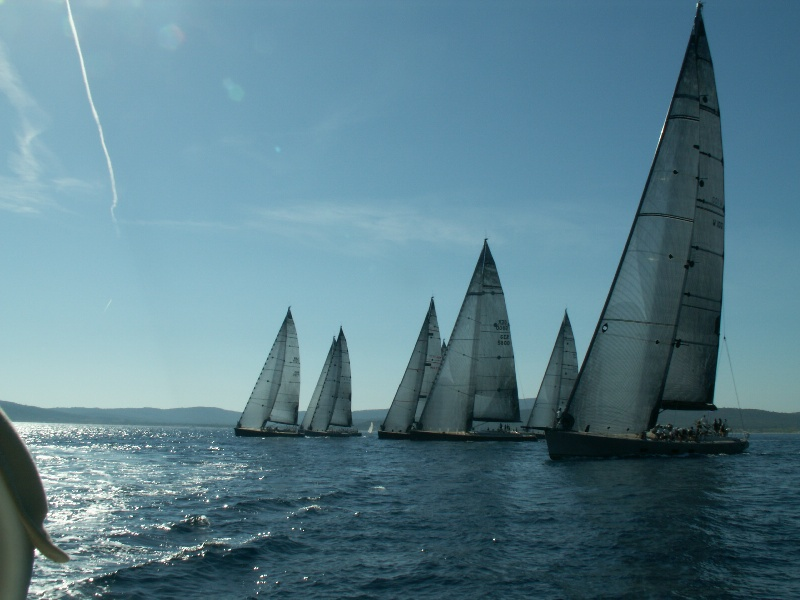
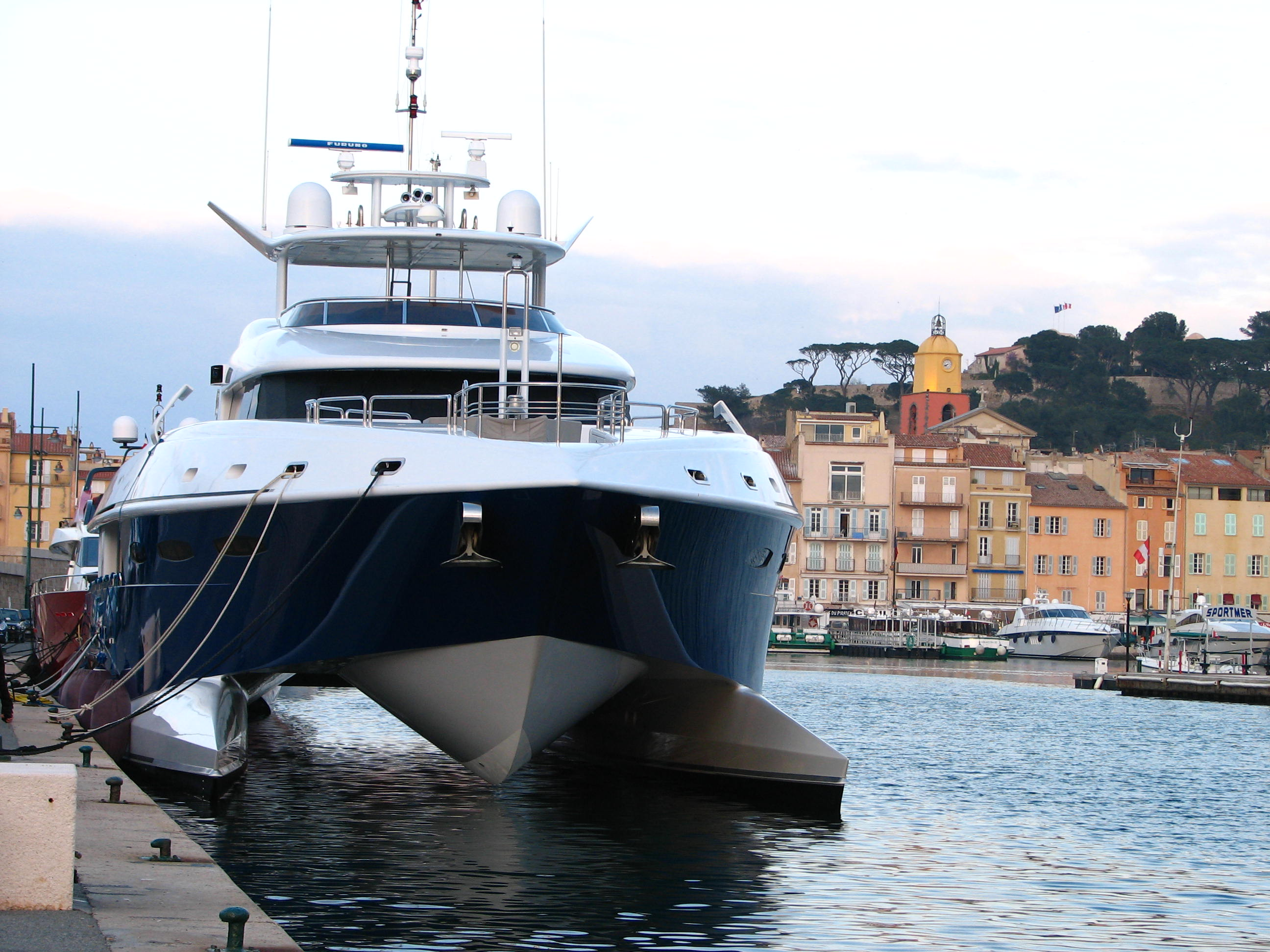

## أعلام
- فرانس روش
- أكسل جوليان
- باتريك ميشيل
- ماريوس بيانكي
- راؤول ليفي
- جاك إرفين
- جان فرانسوا ألارد
- رونالد لينغ
- تشارلز شنايدر
- جورج ماسبيرو